# フランコ・ギオーネ
フランコ・ギオーネ（Franco Ghione, 1886年8月26日 - 1964年1月19日）は、イタリアの指揮者。

## 生涯
アックイの生まれ。パルマ音楽院で作曲とヴァイオリンを学び、パルマ市立歌劇場とアウグステオ管弦楽団のヴァイオリニストとなるも、アウグステオ管弦楽団の指揮者であったベルナルディーノ・モリナーリに指揮法の薫陶を受け、1913年に指揮者に転向。1915年から翌年にかけて、レージョ劇場の指揮者として、シャルル・グノーの《ファウスト》やジュゼッペ・ヴェルディの《アイーダ》、アミルカレ・ポンキエッリの《ラ・ジョコンダ》などを上演した。1919年から翌年にかけてはバルセロナで指揮をし、1922年から翌年にかけてミラノのスカラ座でアルトゥーロ・トスカニーニの助手を務めた。その後もフェニーチェ座やリスボンのサン・カルロ歌劇場など、世界各地の歌劇場に客演して名声を得た。
1936年から1940年までデトロイト交響楽団の首席指揮者を務め、1940年から1958年までブエノスアイレスのコロン劇場の指揮者として活動した。1960年に引退し、ローマにて没した。